# Muharib Abdul al-Dżuburi
Muharib Abdul al-Dżuburi (ur. ? – zm. 2 maja 2007) – iracki terrorysta, rzecznik Organizacji Islamskie Państwo w Iraku, współodpowiedzialny między innymi za uprowadzenia i morderstwa obcokrajowców w Iraku. Zginął z trzema lub czterema towarzyszami w czasie ośmiogodzinnych walk między rebeliantami w pobliżu Bagdadu. O śmierci Al-Dżuburiego doniosła na swoim portalu internetowym jego własna organizacja. Śmierć terrorysty potwierdził również przedstawiciel sił amerykańskich, generał William Caldwell. Ciało Al-Dżuburiego zidentyfikowano na podstawie badań DNA i fotografii.